# Robert Barnard
Robert Barnard (ur. 23 listopada 1936 w Esseksie, zm. 19 września 2013 w Leeds) – angielski pisarz i literaturoznawca, autor powieści kryminalnych.

## Twórczość
Większość powieści Barnarda to klasyczne powieści detektywistyczne, których akcja umiejscowiona jest w małych miasteczkach angielskich. Wiele z nich rozgrywa się w środowiskach miłośników literatury (The Case of the Missing Bronte, A Hovering of Vultures), ludzi związanych z instytucjami kościelnymi (Bad Samaritan, The Disposal of the Living, Unholy Dying), i polityków (A Scandal in Belgravia, Political suicide). W ośmiu powieściach występuje detektyw policyjny Charlie Peace, w czterech – Perry Trethowan. Pod pseudonimem „Bernard Bastable” napisał serię powieści rozgrywających się w alternatywnej przeszłości, w których zagadki kryminalne rozwiązuje Wolfgang Amadeus Mozart.
Powieści i opowiadania Barnarda zostały uhonorowane licznymi nagrodami przez Stowarzyszenie Pisarzy Literatury Kryminalnej (ang. Crime Writers' Association – CWA). Otrzymał on również w 2003 Diamentowy Sztylet za całokształt twórczości.
Na język polski przetłumaczono dwie powieści kryminalne Barnarda: A corpse in a gilded cage (Arystokraci mimo woli, Wydawnictwo Mitel, Gdynia, 1992) oraz Mother's Boys (Doskonała Rodzinka, Wydawnictwo Mitel, Gdynia, 1992).
Barnard jest także autorem publicystyki krytycznoliterackiej, w tym pracy Imagery and Theme in the Novels of Dickens (1974), biografii Emily Brontë (Emily Bronte, 2000), oraz analizy konstrukcji powieści Agathy Christie A Talent to Deceive. An Appreciation of Agatha Christie.